# 沃洛格達省
沃洛格達省（俄语：Вологодская губерния）是俄羅斯帝國的一個省，成立於1796年。
面積402,112平方公里（包括沃洛格達州東部、阿爾漢格爾斯克州東南部、基洛夫州西北部、科米共和國南部），1897年人口1,341,785人。首府沃洛格達。下分十縣。
1929年1月14日，全俄中央执行委员会将三个舊省（阿尔汉格尔斯克省、沃洛格達省和北德维纳省）與科米－濟良自治州合并为北方邊疆區，行政中心设在阿尔汉格尔斯克。1937年9月23日重建為沃洛格達州。